# San Benito (Petén)
San Benito ist eine über 50.000 Einwohner zählende Stadt im Departamento Petén in Guatemala. Die Stadt ist Verwaltungssitz des ca. 130 km² großen Municipios San Benito.

## Geographie
Die Stadt San Benito liegt in der Mitte Peténs am Südwestufer des Petén-Itzá-Sees auf ca. 130 m Höhe. Mit Flores, der im Osten angrenzenden Hauptstadt des Departamentos, und ihres Vorortes Santa Elena bildet San Benito im Herzen von Petén einen Ballungsraum, der in den Bereichen Handel, Verkehr und Tourismus eine zentrale Rolle innerhalb des Departamentos einnimmt. San Benito ist über die Fernstraße CA 13 mit Belize im Osten und mit Izabal im Süden verbunden, über die Nationalstraße 5 auch mit Alta Verapaz. Über Izabal sind es 507 km nach Guatemala-Stadt. Wenige Kilometer östlich von San Benito liegt der internationale Flughafen Flores.
Wegen der territorialen Ausdehnung Peténs und der sehr geringen Bevölkerungsdichte sind die Municipios des Departamentos Petén in der Regel extrem groß. Die Ausnahme bildet San Benito, das mit etwas mehr als 130 km² das kleinste der zwölf Municipios des Departamentos ist. Die Bevölkerungsdichte ist demgegenüber vergleichsweise sehr hoch. Ungewöhnlich ist auch, das sich fast die gesamte Bevölkerung in der Stadt konzentriert.
Das Municipio erstreckt sich im Hügelland im Süden und Westen des Petén-Itzá-Sees. In den letzten Jahren wurde das einst vollständig von tropischem Regenwald bedeckte Gebiet auf erschreckende Weise entwaldet. Das Klima ist tropisch-heiß.
Die angrenzenden Municipios sind La Libertad im Südwesten und Westen, San Andrés im Norden, Flores im Osten und San Francisco im Südosten.

## Geschichte
Das Gebiet um den Petén-Itzá-See war ursprünglich nur von Itzá-Maya besiedelt, die die Spanier wegen des heftigen Widerstandes erst 1697 unterwerfen konnten. Im Jahr 1799 begann die katholische Kirche damit, dunkelhäutige, afrokaribische Einwanderer aus dem heutigen Belize vor Flores anzusiedeln. Ursprünglich hatten diese sich am Nordwestufer des Sees, bei San José, niedergelassen, waren dort aber nicht besonders willkommen. Die Zusammenfassung dieser Zuwanderer unmittelbar südwestlich von Flores führte dann zur Gründung des Dorfes San Benito, das von der Kirche bezeichnenderweise nach Benedikt dem Mohr benannt wurde. Der Zuzug der Afrokariben dauerte bis 1824 an. Im Lauf der Zeit vermischten sich diese dann mit einheimischen Maya.
Im Jahr 1805 wurde San Benito zum Municipio erhoben, was aber kurze Zeit später mangels angemessener Infrastruktur wieder rückgängig gemacht werden musste. San Benito blieb wiederum Teil von Flores. Am 26. Januar 1873 wurde das Municipio neu gegründet.

## Bevölkerung
San Benito ist seit über 200 Jahren für sein buntes Volksgemisch bekannt. Zu den Afrokariben gesellten sich im Lauf der Zeit Maya verschiedener Volksgruppen und Herkunft sowie Ladinos aus allen Landesteilen und auch Zuwanderer aus Mexiko. In dem Dorf La Cobanerita konzentrieren sich Kekchí aus Alta Verapaz. Der Name ihres Dorfes ist ein Diminutiv von Cobán, der Hauptstadt von Alta Verapaz. La Cobanerita ist neben San Antonio eine der beiden „Landgemeinden“ (aldeas) des Municipios. Daneben gibt es noch kleinere ländliche Siedlungen und Weiler.

## Wirtschaft
San Benito ist zusammen mit Flores und Santa Elena das Wirtschafts- und Handelszentrum Peténs sowie ein bedeutender Verkehrsknotenpunkt. Die Menschen leben vorwiegend vom Handel und von Dienstleistungen sowie vom Handwerk, von der Landwirtschaft und vom Tourismus. Für Touren in Petén bildet San Benito mit seinen Nachbarorten einen idealen Ausgangspunkt.